# Serrallonga (Castellar de la Ribera)
|  | Aquest article tracta sobre una de les accepcions de Serrallonga. Vegeu-ne altres significats a «Serrallonga (desambiguació)». |

El Serrallonga és una muntanya de 1.027 metres que es troba entre els municipis de Castellar de la Ribera i Odèn, a la comarca catalana del Solsonès.